# Gagea lacaitae
Gagea lacaitae es una planta perenne bulbosa de naturaleza herbácea de hasta 20 cm. Pertenece a la familia Liliaceae.

## Descripción
Hierba perenne, pelosa en la parte superior. Bulbo de unos 7 mm, erguido, de ovoideo a globoso, que forma en su interior el bulbo de recambio y contiene 2 bulbos muy desiguales envueltos por una túnica común; bulbo principal en general liso, en la base de la primera hoja basal tiene un bulbo secundario que se sitúa en la parte inferior de la segunda hoja basal, algo aplanado en la cara por la que se une al principal y a menudo con restos de tejidos adyacentes, a veces se encuentra también el bulbo menor del año anterior sin hoja. Tallo de más de 10 cm escaposo, erecto, relativamente recio, fistuloso con la edad, de sección circular o elíptica. Hojas basales lineares carnosas, en general flexuosas, glabras. La primera hoja que es la mayor, que nace del bulbo grande y hasta dos veces más larga que el tallo. Inflorescencia en forma de corimbo con hasta 10 flores; pedicelos desiguales, vellosos o lanuginosos; bractéolas en número variado, lineares, en general ciliadas. Botones florales erectos.

## Distribución
Gagea lacaitae es una especie de plantas del mar Mediterráneo y del mar Negro. Es nativa del sur de la península ibérica incluidas islas Baleares, Francia incluida Córcega, Italia, Marruecos y Argelia.

## Hábitat
Especie de clima mediterráneo en suelos despejados, arenosos, pedregosos, a veces yesíferos. En Sierra Nevada (España) se ha encontrado en los pisos oromediterráneo y crioromediterráneo, por encima de 2.400 metros de altitud.

## Etimología
El nombre de esta especie es en honor del botánico y político Británico Charles Carmichael Lacaita, 1853-1933.

## Sinonimia
Gagea lacaitae  A.Terracc., Boll. Soc. Orto Palermo, ser. 2, 3: 6 (1904).
- Gagea mauritanica var. hispanica Lange
- Gagea foliosa var. media Rouy
- Gagea granatellii var. boveana  A.Terracc.
- Gagea granatellii var. bulbillifera A.Terracc.